# Marco Ravaioli
Marco Ravaioli (Cesena, 1989. július 29. –) olasz motorversenyző, jelenleg a MotoGP nyolcadliteres géposztályában versenyez.
A sorozatban 2008-ban mutatkozott be, a szezon utolsó nyolc versenyén indult. Egy év kihagyás után 2010-ben már teljes szezonra szóló szerződést kapott. Pontot eddig nem szerzett.

## Teljes MotoGP-eredménylistája
(Táblázat értelmezése)

(Félkövér: pole-pozícióból indult; dőlt: leggyorsabb kört futott) 

| Év   | Géposztály | Csapat    | 1      | 2      | 3      | 4      | 5      | 6      | 7      | 8      | 9      | 10     | 11     | 12     | 13      | 14     | 15     | 16     | 17     | Poz. | Pont |
| ---- | ---------- | --------- | ------ | ------ | ------ | ------ | ------ | ------ | ------ | ------ | ------ | ------ | ------ | ------ | ------- | ------ | ------ | ------ | ------ | ---- | ---- |
| 2008 | 125 cm³    | Aprilia   | QAT    | SPA    | POR    | CHN    | FRA    | ITA    | CAT    | GBR    | NED    | GER 23 | CZE 22 | RSM 17 | IND Ki  | JPN 21 | AUS 16 | MAL 18 | VAL 20 | -    | 0    |
| 2010 | 125 cm³    | Lambretta | QAT Ki | SPA 22 | FRA Ki | ITA Ki | GBR Ki | NED Ki | CAT 22 | GER Ki | CZE 21 | IND 16 | SMR 23 | ARA 18 | JPN Sér | MAL 18 | AUS NK | POR NK | VAL Ki | -    | -    |